# Coffea stenophylla
Coffea stenophylla är en måreväxtart som beskrevs av George Don jr. Coffea stenophylla ingår i släktet Coffea och familjen måreväxter. Inga underarter finns listade i Catalogue of Life. Arten kallas vanligen Sierra Leonekaffe eller höglandskaffe.
Artens förekomst påvisades först av Andrew Moore och Adam Afzelius i Sierra Leone 1796. Jordbrukaren Andrew Moore var en före detta slav som hade flyttat från USA till Sierra Leone, som Storbritannien nyligen hade inrättat som koloni åt bland annat före detta slavar. Den svenske botanikern Afzelius var lärjunge till Linné och utsänd av den brittiska vetenskapsakademin att utforska kolonins flora. I februari 1796 överlämnade Moore några bönor han hade hittat i skogen till kolonialledningen. Afzelius fastställde att det var kaffe och gjorde en inledande beskrivning av arten, efter att Moore och andra senare även lämnade in hela buskar.